# Albert Reynolds
Pour les articles homonymes, voir Albert Reynolds (homonymie) et Reynolds.
 (septembre 2011).
Si vous disposez d'ouvrages ou d'articles de référence ou si vous connaissez des sites web de qualité traitant du thème abordé ici, merci de compléter l'article en donnant les références utiles à sa vérifiabilité et en les liant à la section « Notes et références ».
Albert Reynolds (en irlandais Ailbhe Mac Raghnaill), né le 3 novembre 1932 à Rooskey (Comté de Roscommon) et mort le 21 août 2014 à Dublin (Irlande), est un homme d'affaires et homme d'État irlandais, membre du Fianna Fáil. Il est Premier ministre de 1992 à 1994.

## Biographie
Albert Reynolds est élu une première fois au Dáil Éireann comme député de Longford-Roscommon, en 1977, toujours réélu jusqu'à ce qu'il se retire de la vie politique en 2002. Il participe à différents gouvernements, en tant que ministre des Finances (1988-1991), ministre de l'industrie et de l'énergie (1982), ministre des Transports (1980-1981), ministre des Postes et Télégraphes (1979-1981), et enfin comme Premier ministre de 1992 à 1994.